# Зі спогадів
«Зі спогадів» (англ. A Personal Record) — автобіографія британського письменника Джозефа Конрада. Книжка вийшла 1912 року і містить спогади автора, раніше опубліковаі у часописі «The English Review».

## Історія створення
Безпосередньою причиною написання спогадів стала стаття від серпня 1908 року Роберта Лінда у часописі «Daily News», в якому автор, з нагоди рецензії збірки «Шість історій», розкритикував Конрада за те, що він полишив свою рідну країну та писав нерідною для себе мовою. Лінд писав: «Можна подумати, що пан Конрад, без країни та мови, відкрив для себе новий патріотизм моря, але його бачення людей — це бачення космополіта, чоловіка бездомного. Коли б тільки він писав польською, його твори були б неодмінно перекладені англійською та іншими європейськими мовами; я впевнений, що твори Джозефа Конрада перекладені з польської були б нині ціннішим надбанням на наших полицях, ніж твори Конрада в англійському оригіналі …».
Попри те, що письменник на той час працював над романом «Очима Заходу», уже місяць по тому вирішив представити читачу британську історію свого життя, щоб змити з себе пляму ренегата. Як і у випадку з «Дзеркалом моря», стенографом Конрада при створенні твору був Форд Мадокс Форд. Письменник так писав про запланований твір своєму видавцю Джеймсу Б. Пінкеру: Будуть то інтимні, особисті, автобіографічні уривки під загальною назвою (напевно для книжкового видання) «Життя і мистецтво»". Під час написання спогадів Конрад часто звертався до тексту свого дядька Тадеуша Бобровського — «Щоденники» (пол. Pamiętniki).
Перші фрагменти твору вийшли друком у перших номерах (грудень 1908 — травень 1909) нового літературного часопису «The English Review», яке заснував і редагував Форд Мадокс Форд. На жаль, пізніше шляхи Конрада і Форда розійшлись, а письменник закинув працю над спогадами, і закінчив написання лише у 1911 році. Початково книжкове видання мало мати назву «Подвійне покликання. Записки інтимні». Книжна вийшла у січні 1912 року під назвою «Some Reminiscences», а згодом як «A Personal Record» і є єдиним твором Конрада без жодних присвят.